# Whonamedit?
《Whonamedit?》是一部记载医学名称及其有关人物的英语词典，由医学史家奧勒·丹尼爾·埃內爾森负责维护，其服务器位于挪威。